# Шварценбах-ам-Вальд
Шварценбах-ам-Вальд (нем. Schwarzenbach am Wald) — город в Германии, в земле Бавария. 
Подчинён административному округу Верхняя Франкония. Входит в состав района Хоф.  Население составляет 4764 человека (на 31 декабря 2010 года). Занимает площадь 36,50 км². Официальный код  —  09 4 75 169.
Город подразделяется на 39 городских районов.

## Географическое положение
Шварценбах-ам-Вальд расположен у подножья горы Добра в живописной местности в природном парке Франкенвальд. Гора Добра является высшей точкой Франкенвальда.

## Население
По оценке на 31 декабря 2015 года население общины Шварценбах-ам-Вальд составляет 4587 чел. 

| Дата      | 1840 | 1871 | 1900 | 1925 | 1939 | 1950 | 1961 | 1970 | 1987 | 2011 |
| --------- | ---- | ---- | ---- | ---- | ---- | ---- | ---- | ---- | ---- | ---- |
| Население | 4955 | 5973 | 5468 | 5847 | 6324 | 7871 | 7040 | 6896 | 5678 | 4747 |

| Год       | 1960 | 1970 | 1980 | 1990 | 2000 | 2009 | 2010 | 2011 | 2012 | 2013 | 2014 | 2015 |
| --------- | ---- | ---- | ---- | ---- | ---- | ---- | ---- | ---- | ---- | ---- | ---- | ---- |
| Население | 7024 | 6899 | 6267 | 5763 | 5469 | 4828 | 4764 | 4724 | 4650 | 4598 | 4599 | 4587 |

## Пешие туристические маршруты
Шварценбах-ам-Вальд является прекрасным местом отдыха на природе. Город расположен в самом центре природного парка Франкенвальд, который является лучшим местом для отдыха любителей пеших маршрутов. Через город пролегает множество региональных и надрегиональных пеших маршрутов.
Для любителей пешего отдыха Шварценбах-ам-Вальд предлагает 165 км туристических маршрутов, которые объединены в 18 маршрутов, различающихся по степени сложности (6 простых, 11 средней сложности и 1 сложный):
- Hühnergrund-Weg  7,5 км – простой
- Rodachrangen-Weg  6,9 км – простой
- Schlagberg-Weg  12,0 км – простой
- Stadtrundweg  5,0 км – простой
- Türkengrund-Weg  11,0 км – простой
- Waldeck-Weg  11,4 км – простой
- Großvater-Weg  12,2 км – средней сложности
- Hohentannen-Weg  8,2 км – средней сложности
- Oberland-Weg  10,5 км – средней сложности
- Panoramaweg  12,6 км – средней сложности
- Prinz-Luitpold-Weg  19,6 км – средней сложности
- Reitzenstein-Weg  12,2 км – средней сложности
- Rodachtal-Weg  12,1 км – средней сложности
- Süßengut-Weg  14,0 км – средней сложности
- Winterwanderweg  11,8 км – средней сложности
- Zegasttal-Weg  7,9 км – средней сложности
- Zum alten Grenzstein  8,8 км – средней сложности
- Thiemitztal-Weg 7,5 км - сложный

## Скандинавская ходьба
С апреля 2008 года в Шварценбах-ам-Вальд работает центр скандинавской ходьбы (англ. Nordic Walking) Добраберг.
Для любителей скандинавской ходьбы предлагаются три сертифицированных трассы различной сложности:
| Трасса                  | Протяжённость | Степень сложности           | Общий подъём в высоту | Перепады высоты |
| ----------------------- | ------------- | --------------------------- | --------------------- | --------------- |
| Bad Brückenauer – Trail | 5 км          | лёгкая / голубая            | 82 м                  | 56 м            |
| Ortlam - Trail          | 6,80 км       | средней сложности / красная | 140 м                 | 104 м           |
| Haas Fertigbau - Trail  | 12 км         | сложная / чёрная            | 311 м                 | 221 м           |

Ежегодно проводится марафон "Вокруг Добраберг", в котором могут принять участие все желающие.

## Горный велосипед
Шварценбах-ам-Вальд предлагает оптимальные условия для спорта для любителей езды на горных велосипедах. В регионе есть множество трасс, на которых любители данного вида спорта смогут себя попробовать. 